# Ujedinjenje Albanije i Kosova
Ujedinjenje Albanije i Kosova politička je ideja nastala nakon što je Kosovo proglasilo nezavisnost 2008. Protivnici ideju opisuju „iredentističkom” te ju povezuju s konceptom Velike Albanije.

## Osnovni podatci za 2022.
Broj stanovnika 2022. godine na teritoriju Albanije i Kosova iznosio je oko 4,6 milijuna, a površina zajedničkog teritorija iznosila bi 39.635 km². Ukupni BDP bio je procijenjen na 23,4 milijarde eura, a nominalni BDP po glavi stanovnika iznosio je tek oko 5000 eura. Glavni grad bila bi Tirana.
Ujedinjena Albanija tako bi graničila s Crnom Gorom na sjeveru, Srbijom i Sjevernom Makedonijom na sjeveroistoku i istoku, s Grčkom na jugoistoku, a na zapadu bi imala maritimnu granicu s Italijom.

## Povijest
Izgledi da se Kosovo ujedini s Albanijom potječu iz bliskih odnosa FNR Jugoslavije i NR Albanije neposredno nakon Drugoga svjetskog rata, kada je Jugoslavija ponudila Kosovo u zamjenu za integraciju Albanaca u buduću balkansku federaciju. Ti su planovi prekinuti čvrstim zaokretom u odnosima između dviju zemalja nakon razlaza Tita i Staljina 1948.
Nakon Titove smrti 1980., došlo je do buđenja nacionalizma diljem Jugoslavije. Tijekom prosvjeda na Kosovu 1981., a kako je i tada veliku većinu stanovništva činila populacija Albanaca, u Jugoslaviji (posebice SR Srbiji) postojala je bojazan oko ujedinjenja Albanije i Kosova. Ipak, početkom 1990-ih, izjave albanskih političara često su bile kontradiktorne u pogledu te mogućnosti. Politički aktivist Ukshin Hoti, osnivač Stranke albanskog nacionalnog jedinstva, koji je nestao dok je bio u pritvoru srpske policije 1999., bio je gorljivi zagovornik ujedinjenja Kosova s Albanijom. Godine 2001. Arben Imami, političar iz Demokratske stranke Albanije, izjavio je da bi ujedinjenje Kosova s Albanijom trebao biti stranački cilj, ali je ta izjava dočekana s kritikama unutar njegove vlastite stranke.
Ahtisaarijev plan uvjetovao je neovisnost Kosova prihvaćanjem multietničkog "kosovarskog", a ne albanskog identiteta. Ipak, Gallupova istraživanja iz 2007. pokazala su da 73 % kosovskih Albanaca vjeruje da bi u idealnom svijetu Albanci živjeli ujedinjeni u jednoj državi. Ista potpora zabilježena je i u Albaniji gdje se 68 % građana Albanije složilo s ovom tvrdnjom. Međutim, potpora ujedinjenju je opala nakon što je Kosovo proglasilo neovisnost: potpora ujedinjenju na Kosovu pala je na 54 % 2008., a kasnija anketa Albanskog instituta za međunarodne studije iz 2010. pokazala je da 37 % ispitanih Albanaca smatra ujedinjenje Albanije s Kosovom niti pozitivnim niti negativnim, dok ga 35 % smatra negativnim, a samo 9 % smatra ga pozitivnim razvojem. Godine 2017., neki glavni albanski političari, poput Bena Blushija, istupili su u podršku ujedinjenju. Jasno je da bi bilo kakva politička zajednica dviju država mogla Albaniju dovesti u diplomatski sukob sa Srbijom, koja i dalje Kosovo de jure smatra svojim teritorijem.